# Yaoshi (ort i Kina, Hunan, lat 27,64, long 109,53)
Yaoshi är en ort i Kina. Den ligger i provinsen Hunan, i den södra delen av landet, omkring 340 kilometer väster om provinshuvudstaden Changsha. Antalet invånare är 1 350.
Runt Yaoshi är det ganska tätbefolkat, med 160 invånare per kvadratkilometer. Närmaste större samhälle är Jinhe, 11,3 km nordost om Yaoshi. I omgivningarna runt Yaoshi växer i huvudsak blandskog.
Genomsnittlig årsnederbörd är 1 796 millimeter. Den regnigaste månaden är maj, med i genomsnitt 290 mm nederbörd, och den torraste är januari, med 47 mm nederbörd.